# トリンコマリー海軍海事史博物館
トリンコマリー海軍海事史博物館（トリンコマリーかいぐんかいじしはくぶつかん、英語: Maritime and Naval History Museum）は、スリランカ東部州の州都トリンコマリーにある博物館。
16世紀にオランダがセイロン島初上陸を果たしたフレデリック要塞の近くにある
2013年2月3日、大統領マヒンダ・ラージャパクサ同席の下で開館式が実施された。館内にはスリランカの海洋史や海軍の歴史に関する資料、水中生物の様子などが展示されている。

## 建物
博物館の建物は17世紀のオランダ統治時代に建てられた海軍コミッショナーの邸宅を再利用したものである。2007年から2008年にかけて、当時廃墟と化していたこの建物を修復する計画が立案された。オランダ政府から7,500万スリランカ・ルピーの支援を受けた考古局は2009年から修復を始め、2014年2月には博物館として再建された。建設のコンセプト作りや資材の提供・管理は考古局が行い、実際の修復工事は海軍によって行われた。
展示室は考古局が担当した人文科学系の1階と博物館局が担当した自然科学系の2階に分かれている。また、建物の修復過程の写真パネルや100名程度を収容できる講堂も備えている。